# El sueño eterno (álbum)
El sueño eterno es el vigesimosegundo álbum del grupo de rock español Medina Azahara, editado por Concert Music Entertainment en 2023.
Fue estrenado en noviembre de 2023 a través de todas las plataformas de streaming.
Al mes siguiente estuvo disponible en formato físico, como doble CD o LP de vinilo.
José Luis Figuereo Franco (El Barrio) colabora en el tema que da título al álbum.

## Lista de canciones
Disco Uno
1. Todo el Mundo en Pie
2. La Radio Siempre Está
3. Dame Fe
4. Quien Pudiera
5. Hijos de la Guerra
6. Somos
7. He Vuelto a Recordar
8. Tus Recuerdos
9. Llegó la Hora
10. La Canción Más Bonita
11. Morir Despacio
12. Todo el Mundo en Pie (con José Andrëa)

Disco Dos
1. El Sueño Eterno (con El Barrio)
2. Almalucía
3. Busca una Salida
4. Decídete
5. No Sé Qué Daría
6. Tus Manos al Cielo
7. Una Vida Ideal
8. Nunca Jamás
9. El Refugio de Tu Amor
10. Las Cosas del Amor
11. La Noche Es para los Dos
12. Yo Caminaré

## Personal
- Manuel Martínez - voz
- "Paco" Ventura - guitarra
- Manuel Ibañez - teclados